# Terminal Choice
Terminal Choice fue un grupo alemán de rock industrial, formado en 1993 por el vocalista Chris Pohl (también miembro de  Blutengel, Tumor, Pain of Progress y además dueño del sello discográfico Fear Section). Inicialmente el sonido de la banda era puramente electrónico pero a partir del álbum Navigator (1998) empezaron a incorporar guitarras, orientando el sonido de la banda hacia una especie de rock industrial o incluso neue deutsche härte. Las letras del grupo están escritas en inglés y alemán. 
En 2017 y tras varios años de silencio absoluto, Chris Pohl confirmó en su autobiografía que el grupo está disuelto por falta de tiempo e interés por parte de sus integrantes. Aun así no se ha hecho ningún comunicado oficial al respecto. El último lanzamiento fue el triple recopilatorio Black Journey 1-3 y un año antes se habían dado los últimos conciertos.
Actualmente Chris Pohl está más centrado en Blutengel, mientras que Louis Manke canta y toca la guitarra en el grupo de pop-rock Staubkind.

## Miembros

### Última formación
- Chris Pohl - Voz (1993-2010)
- Jens Gärtner - Batería (1997-2010)
- Gordon Mocznay - Bajo (2000-2010)
- Louis Manke - Guitarras (2001-2010)

### Pasados
- Manuel Selling - Bajo (1997-2000)
- Sten Nitschke - Productor, Remixer (1997-2000) (falleció en 2011)

## Discografía

### Demos
- 1993: Terminal Choice
- 1994: Desiderius
- 1994: Facets of Pain
- 1994: Desiderius
- 1995: Degernerated Inclinations

### Álbumes
- 1996: In the Shadow of Death
- 1998: Navigator
- 1999: Black Past (Rare - 1000 copies)
- 2000: Ominous Future
- 2003: Buried a-Live (Live álbum)
- 2003: Menschenbrecher
- 2003: Reloadead ("Best of" álbum)
- 2006: New Born Enemies
- 2010: Übermacht
- 2011: Black Journey 1
- 2011: Black Journey 2
- 2011: Black Journey 3

### EP
- 1997: Khaosgott
- 1999: Venus
- 2002: Collective Suicide
- 2009: Keine Macht MCD

### Sencillos
- 1995: Totes Fleisch
- 1998: Totes Fleisch Remixes
- 2000: No Chance
- 2000: Fading
- 2000: Animal
- 2003: Injustice
- 2006: Don't Go